# ناحیه میان‌دریایی
ناحیه میان‌دریایی (انگلیسی: Mesopelagic zone) بخشی از ناحیه دریامیانی است که میان ناحیه نورگیر و ناحیه ژرف‌دریایی قرار دارد. این ناحیه با نور تعریف می‌شود و از عمقی شروع می‌شود که تنها ۱٪ نور آب به آن می‌رسد و در جایی که نور وجود ندارد به پایان می‌رسد. ژرفای این منطقه تقریباً بین ۲۰۰ تا ۱۰۰۰ متر (~۶۵۶ تا ۳۲۸۰ فوت) زیر سطح اقیانوس است.
ناحیه میان‌دریایی حدود ۶۰ درصد از سطح سیاره و حدود ۲۰ درصد از حجم اقیانوس را اشغال کرده و بخش بزرگی از کل زیست‌کره را تشکیل می‌دهد. این ناحیه میزبان یک جامعه زیستی متنوع است که شامل گوشه‌دهانان، ماهیان کله‌گنده، عروس دریایی زیست‌تاب، سرپاور غول‌پیکر و تعداد بی شماری از موجودات منحصر به فرد دیگری است که برای زندگی در محیط‌های کم‌نور سازگار شده‌اند. این ناحیه مدتهاست که تخیل دانشمندان، هنرمندان و نویسندگان را مجذوب خود کرده‌است؛ زیرا موجودات اعماق دریا دارای نقشی مهم و برجسته در فرهنگ عامه هستند.